# Фибоначијев низ
Фибоначијев низ је математички низ примећен у многим физичким, хемијским и биолошким појавама. Име је добио по италијанском математичару Фибоначију. Представља низ бројева у коме збир претходна два броја у низу дају вредност наредног члана низа. Индексирање чланова овог низа почиње од нуле а прва два члана су му 0 и 1.
{\displaystyle F(n):={\begin{cases}0&{\mbox{ако је }}n=0;\\1&{\mbox{ако је }}n=1;\\F(n-1)+F(n-2)&{\mbox{ако је }}n>1.\\\end{cases}}}
То јест, након две почетне вредности, сваки следећи број је збир два претходника. Први Фибоначијеви бројеви (секвенца A000045 у ), такође означени као , за n = 0, 1, … , су:
0, 1, 1, 2, 3, 5, 8, 13, 21, 34, 55, 89, 144, 233, 377, 610, 987, 1597, 2584, 4181, 6765, 10946, 17711, 28657, 46368, 75025, 121393, 196418, 317811, 514299, 832040...
Понекад се за овај низ сматра да почиње на F1 = 1, али уобичајеније је укључити F0 = 0. У неким старијим књигама, вредност {\displaystyle F_{0}=0} је изостављена, тако да секвенца почиње са {\displaystyle F_{1}=F_{2}=1,} и понављање је {\displaystyle F_{n}=F_{n-1}+F_{n-2}} валидно за n > 2.
Фибоначијеви бројеви су именовани по Леонарду од Писе, познатом као Фибоначи, иако су раније описани у Индији.
Ако су познати Фибоначијеви бројеви {\displaystyle F_{m}} и {\displaystyle F_{n}} онда се може наћи број {\displaystyle F_{m+n}} по формули
{\displaystyle F_{m+n}=F_{(m-1)}F_{n}+F_{m}F_{n+1}}
Такође важи
{\displaystyle F_{2n}=F_{n}(F_{n+1}+F_{n-1})}
{\displaystyle F_{3n}=F_{n+1}^{3}+F_{n}^{3}+F_{n-1}^{3}}
Уопштено
{\displaystyle F_{mn}=\textstyle \sum _{k=1}^{m}{{\binom {m}{k}}(F_{n}^{k}(F_{n-1}^{m-k}}}
Фибоначијеви бројеви су у снажној вези са златним пресеком: Бинетова формула изражава n-ти Фибоначијев број у смислу n и златног пресека, и подразумева да однос два узастопна Фибоначијева броја тежи златном пресеку како се n повећава.
Фибоначијеви бројеви су добили име по италијанском математичару Леонарду из Пизе, касније познатом као Леонардо Фибоначи. У својој књизи Liber Abaci из 1202. године, Фибоначи је представио овај низ западноевропској математици, иако је тај низ био описан раније у индијској математици, већ 200. године пре нове ере у раду аутора Пингала о набрајању могућих образаца санскртске поезије насталих од слогова две дужине.

## Бинетова формула
Бинетова формула је експлицитно изражавање вредности {\displaystyle F_{n}} као функције од {\displaystyle n}
{\displaystyle F_{n}={\frac {\left({\frac {1+{\sqrt {5}}}{2}}\right)^{n}-\left({\frac {1-{\sqrt {5}}}{2}}\right)^{n}}{\sqrt {5}}}={\frac {\varphi ^{n}-(-\varphi )^{-n}}{\varphi -(-\varphi )^{-1}}}={\frac {\varphi ^{n}-(-\varphi )^{-n}}{2\varphi -1}},}
где је {\displaystyle \varphi ={\frac {1+{\sqrt {5}}}{2}}} златни пресек. У том случају {\displaystyle \varphi } и {\displaystyle (-\varphi )^{-1}=1-\varphi } су решења једначине {\displaystyle x^{2}-x-1=0}.
Из Бинетове формуле за све {\displaystyle n\geqslant 0}, следи да је {\displaystyle F_{n}} за {\displaystyle {\frac {\varphi ^{n}}{\sqrt {5}}}} најближе целом броју тј. {\displaystyle F_{n}=\left\lfloor {\frac {\varphi ^{n}}{\sqrt {5}}}\right\rceil }
За {\displaystyle n\to \infty } је {\displaystyle F_{n}\sim {\frac {\varphi ^{n}}{\sqrt {5}}}}.
Формула се може аналитички приказати на следећи начин
{\displaystyle F_{z}={\frac {1}{\sqrt {5}}}\left(\varphi ^{z}-{\frac {\cos {\pi z}}{\varphi ^{z}}}\right).}
при томе {\displaystyle F_{z+2}=F_{z+1}+F_{z}} вреди за сваки комплексни број

## Однос према златном односу
У теорији бројева велику улогу игра број {\displaystyle \phi ={\frac {1+{\sqrt {5}}}{2}}} који је корен једначине {\displaystyle x^{2}-x-1=0} i
{\displaystyle x^{n}-x^{n-1}+x^{n-2}=0}
Из Бинетове формуле
{\displaystyle {\frac {1}{\sqrt {5}}}(\phi ^{n}-(-\phi )^{-n})={\frac {\varphi ^{n}-(-\varphi )^{-n}}{2\varphi -1}}}
Где је
{\displaystyle \varphi ={\frac {1+{\sqrt {5}}}{2}}\approx 1.61803\,39887\cdots }
{\displaystyle \varphi ^{-1}={\frac {1-{\sqrt {5}}}{2}}=1-\varphi =-{1 \over \varphi }\approx -0.61803\,39887\cdots }
Даље се добија
{\displaystyle \varphi ^{n}=\varphi ^{n-1}+\varphi ^{n-2}}
и
{\displaystyle (\varphi ^{-1})^{n}=(\varphi ^{-1})^{n-1}+(\varphi ^{-1})^{n-2}}
За све вредности a, b дефинише се низ
{\displaystyle U_{n}=a\varphi ^{n}+b(\varphi ^{-1})^{n}}
Задовољена је и релација
{\displaystyle U_{n}=a\varphi ^{n-1}+b(\varphi ^{-1})^{n-1}+a\varphi ^{n-2}+b(\varphi ^{-1})^{n-2}=U_{n-1}+U_{n-2}}
Нека су {\displaystyle a} и {\displaystyle b} изабрани тако да је {\displaystyle U_{0}=0} и {\displaystyle U_{1}=1} онда добијени низ мора бити Фибоначијев низ.
Бројеви {\displaystyle a} и {\displaystyle b} задовољавају релацију
{\displaystyle a+b=0}
{\displaystyle a\varphi ^{n}+b(\varphi ^{-1})^{n}=1}
Односно важи
{\displaystyle a={\frac {1}{\varphi -\varphi ^{-1}}}={\frac {1}{\sqrt {5}}},\,b=-a}
Узимајући {\displaystyle U_{0}} i {\displaystyle U_{1}} као почетне варијабле добија се
{\displaystyle U_{n}=a\varphi ^{n}+b(\varphi ^{-1})^{n}=1}
Односно
{\displaystyle a={\frac {U_{1}-U_{0}\varphi ^{-1}}{\sqrt {5}}}}
{\displaystyle b={\frac {U_{0}\varphi -U_{1}}{\sqrt {5}}}}.
Посматрајмо сада
{\displaystyle \left|{\frac {(\varphi ^{-1})^{n}}{\sqrt {5}}}\right|<{\frac {1}{2}}}
За {\displaystyle n\geq 0}, broj {\displaystyle F_{n}} најближи цео број је {\displaystyle {\frac {\varphi ^{n}}{\sqrt {5}}}}, који се може добити из функције
{\displaystyle F_{n}=\left[{\frac {\varphi ^{n}}{\sqrt {5}}}\right],\ n\geq 0,}
или
{\displaystyle F_{n}=\left\lfloor {\frac {\varphi ^{n}}{\sqrt {5}}}+{\frac {1}{2}}\right\rfloor ,\ n\geq 0.}
Слично ако је >0 Фибоничијев број онда може одредити његов индекс унутар низа.
{\displaystyle n(F)={\bigg \lfloor }\log _{\varphi }\left(F\cdot {\sqrt {5}}+{\frac {1}{2}}\right){\bigg \rfloor },}
где се {\displaystyle \log _{\varphi }(x)} може израчунати кориштењем логаритма друге базе
Пример
{\displaystyle \log _{\varphi }(x)=\ln(x)/\ln(\varphi )=\log _{10}(x)/\log _{10}(\varphi )}

## Особине
Највећи заједнички делитељ два Фибоначијева броја је број чији је индекс једнак највећем заједничком делитељу њихових индекса
Последице
{\displaystyle F_{m}} је дјељив сa {\displaystyle F_{n}} ако и само ако је {\displaystyle m} дељиво са {\displaystyle n} (без {\displaystyle n=2})
- {\displaystyle F_{m}} је дељиво са {\displaystyle F_{3}=2} само ако је {\displaystyle m=3k}
- {\displaystyle F_{m}} је дељиво са {\displaystyle F_{4}=3} само ако је {\displaystyle m=4k}
- {\displaystyle F_{m}} је дељиво са {\displaystyle F_{5}=5} само ако је {\displaystyle m=5k}

{\displaystyle F_{m}} је прост ако је {\displaystyle m} прост број са искључењем {\displaystyle m=4}
{\displaystyle F_{13}=233}
Обратно не важи тј ако је {\displaystyle m} прост број {\displaystyle F_{m}} не мора бити прост
{\displaystyle F{19}=4181=37*113}
Његов полином {\displaystyle x^{2}-x-1} има корене {\displaystyle \varphi } и {\displaystyle -\varphi ^{-1}}
{\displaystyle \lim _{n\to \infty }{\frac {F_{n+1}}{F_{n}}}=\varphi .}
Године 1964, Коши је доказао да су у низу Фибоначијевих бројева једини квадрати бројеви са индексом 0,,1,2,12
{\displaystyle F_{0}=0^{2}=0}, {\displaystyle F_{1}=1^{2}=1}, {\displaystyle F_{2}=1^{2}=1}, {\displaystyle F_{12}=12^{2}=144}
Генерирајућа функција низа фибоначијевих бројева је  
{\displaystyle x+x^{2}+2x^{3}+3x^{4}+5x^{5}+\dots =\sum _{n=0}^{\infty }F_{n}x^{n}={\frac {x}{1-x-x^{2}}}}

## Фибоначијев низ бројева
Првих 21 Фибоначијевих бројева {\displaystyle F_{n}} за {\displaystyle n=0,1,2,3,....20}
| F0 | F1 | F2 | F3 | F4 | F5 | F6 | F7 | F8 | F9 | F10 | F11 | F12 | F13 | F14 | F15 | F16 | F17  | F18  | F19  | F20  |
| 0  | 1  | 1  | 2  | 3  | 5  | 8  | 13 | 21 | 34 | 55  | 89  | 144 | 233 | 377 | 610 | 987 | 1597 | 2584 | 4181 | 6765 |

Овај низ бројева може се проширити и на негативне бројеве.
{\displaystyle F_{n-2}=F_{n}-F_{n-1},}
{\displaystyle F_{-n}=(-1)^{n+1}F_{n}.}
Низ бројева {\displaystyle F_{n}} за {\displaystyle n=-8,-7,....0,1,2,....8}
| F−8 | F−7 | F−6 | F−5 | F−4 | F−3 | F−2 | F−1 | F0 | F1 | F2 | F3 | F4 | F5 | F6 | F7 | F8 |
| −21 | 13  | −8  | 5   | −3  | 2   | −1  | 1   | 0  | 1  | 1  | 2  | 3  | 5  | 8  | 13 | 21 |

## Идентитети
- {\displaystyle F_{1}+F_{2}+F_{3}+\dots +F_{n}=F_{n+2}-1}
- {\displaystyle F_{1}+F_{3}+F_{5}+\dots +F_{2n-1}=F_{2n}}
- {\displaystyle F_{2}+F_{4}+F_{6}+\dots +F_{2n}=F_{2n+1}-1}
- {\displaystyle F_{n+1}F_{n+2}^{}-F_{n}F_{n+3}=(-1)^{n}}
- {\displaystyle F_{1}^{2}+F_{2}^{2}+F_{3}^{2}+\dots +F_{n}^{2}=F_{n}F_{n+1}} (см. рис.)
- {\displaystyle F_{n}^{2}+F_{n+1}^{2}=F_{2n+1}}
- {\displaystyle F_{2n}=F_{n+1}^{2}-F_{n-1}^{2}}
- {\displaystyle F_{3n}=F_{n+1}^{3}+F_{n}^{3}-F_{n-1}^{3}}
- {\displaystyle F_{5n}=25F_{n}^{5}+25(-1)^{n}F_{n}^{3}+5F_{n}}

Опште формуле
- {\displaystyle F_{n+m}^{}=F_{n-1}F_{m}+F_{n}F_{m+1}=F_{n+1}F_{m+1}-F_{n-1}F_{m-1}}
- {\displaystyle F_{(k+1)n}^{}=F_{n-1}F_{kn}+F_{n}F_{kn+1}}
- {\displaystyle F_{n}^{}=F_{l}F_{n-l+1}+F_{l-1}F_{n-l}}

{\displaystyle F_{n+1}=\det {\begin{pmatrix}1&1&0&\cdots &0\\-1&1&1&\ddots &\vdots \\0&-1&\ddots &\ddots &0\\\vdots &\ddots &\ddots &\ddots &1\\0&\cdots &0&-1&1\end{pmatrix}}}, као и {\displaystyle \ F_{n+1}=\det {\begin{pmatrix}1&i&0&\cdots &0\\i&1&i&\ddots &\vdots \\0&i&\ddots &\ddots &0\\\vdots &\ddots &\ddots &\ddots &i\\0&\cdots &0&i&1\end{pmatrix}}},
где матрице имају облик {\displaystyle n\times n}, i је имагинарна јединица.
- Фибоначијеви бројеви се могу изразити преко Чебишевљевих полинома

{\displaystyle F_{n+1}=(-i)^{n}U_{n}\left({\frac {-i}{2}}\right),}
{\displaystyle F_{2n+2}=U_{n}\left({\frac {3}{2}}\right).}
За било који {\displaystyle n}
{\displaystyle {\begin{pmatrix}1&1\\1&0\end{pmatrix}}^{n}={\begin{pmatrix}F_{n+1}&F_{n}\\F_{n}&F_{n-1}\end{pmatrix}}.}
Последица
{\displaystyle (-1)^{n}=F_{n+1}F_{n-1}-F_{n}^{2}.}
Формула за поновно добијање Фибоначијевих бројева је
{\displaystyle F_{n+1}={\frac {F_{n}+{\sqrt {5F_{n}^{2}\pm 4}}}{2}}}

## Фибоначијев низ у природи
Фибоначијев низ се често повезује и са бројем фи (phi), или бројем којег многи зову и „Божанским односом”. Ако се узме један део Фибоначијевог низа, 2, 3, 5, 8, те подели сваки следећи број с њему претходним, добиће се увек број приближан броју 1,618(2/3=1,5; 3/5=1,66; 5/8=1,6). Број 1,618 јесте број фи. Односи мера код биљака, животиња и људи, са запањујућом прецизношћу се приближава броју фи.
Следи неколико примера броја фи и његове повезаности са Фибоначијем и природом:
1. У пчелињој заједници, кошници, увек је мањи број мужјака пчела него женки пчела. Када би поделили број женки са бројем мужјака пчела, увек би добили број фи.
2. Наутилус (главоножац), у својој конструкцији има спирале. Када би се израчунао однос сваког спиралног пречника према следећем добио би се број фи.
3. Семе сунцокрета расте у супротним спиралама. Међусобни односи пречника ротације је број фи.
4. Ако се измери човечија дужину од врха главе до пода, затим се то подели с дужином од пупка до пода, добија се број фи.